# Kościół św. Michała Archanioła w Zamościu
Kościół św. Michała Archanioła – parafialny kościół katolicki w Zamościu, wzniesiony w 1911 jako wojskowa cerkiew prawosławna.
Cerkiew została wzniesiona w kompleksie koszarowym 66 Butyrskiego Pułku Piechoty. Obiekt reprezentuje styl bizantyńsko-rosyjski, został zbudowany z cegły. Został oddany do użytku w 1911. W 1919 została zrewindykowana na rzecz Kościoła katolickiego. Po zmianie wyznania obiekt został przebudowany - usunięto z niego kopułę nad nawą główną, którą zastąpiono dachem czterospadowym. Zmieniono także kształt pomieszczenia ołtarzowego. Nad przedsionkiem znajduje się dzwonnica kryta dachem namiotowym.